# Sickan Castegren
Hilda Matilda Josefina (Sickan) Castegren, född 20 december 1887 i Helsingfors, död 8 juni 1963 i Stockholm, var en svensk skådespelare och operettsångerska.

## Biografi
Sickan Castegren var dotter till skådespelarna Victor Castegren och Hilda Castegren. Hon scendebuterade 1909 som Käthe i pjäsen Gamla Heidelberg på Svenska Teatern i Helsingfors, där hon engagerades 1909–1911. Åren 1911–1917 hade hon fast engagemang på Albert Ranfts teatrar i Stockholm, men därefter endast tillfälliga roller. Förutom operett spelade Castegren även i revy- och talroller. Hon filmdebuterade 1926 och medverkade i ett flertal filmer fram till 1952.
Hon var åren 1929–1938 gift med Erik Amundson. Hennes grav är belägen på Norra begravningsplatsen i Stockholm.
Skådespelaren Sickan Carlsson fick enligt självbiografin Sickan (Stockholm 1977) sitt namn efter Castegren, som var faderns favoritartist.

## Filmografi
- 1926 – Fänrik Ståls sägner-del I
- 1928 – Gustaf Wasa del I
- 1929 – Rågens rike
- 1930 – Norrlänningar
- 1935 – Ebberöds bank
- 1939 – Hennes lilla Majestät
- 1939 – Vi två
- 1941 – Uppåt igen
- 1941 – Bara en kvinna
- 1942 – Flickan i fönstret mitt emot
- 1942 – Vi hemslavinnor
- 1942 – Jacobs stege
- 1943 – Kungsgatan
- 1943 – När ungdomen vaknar
- 1943 – Brödernas kvinna
- 1944 – Stopp! Tänk på något annat
- 1944 – Prins Gustaf
- 1944 – En dotter född
- 1952 – Klasskamrater

## Teater

### Roller (ej komplett)

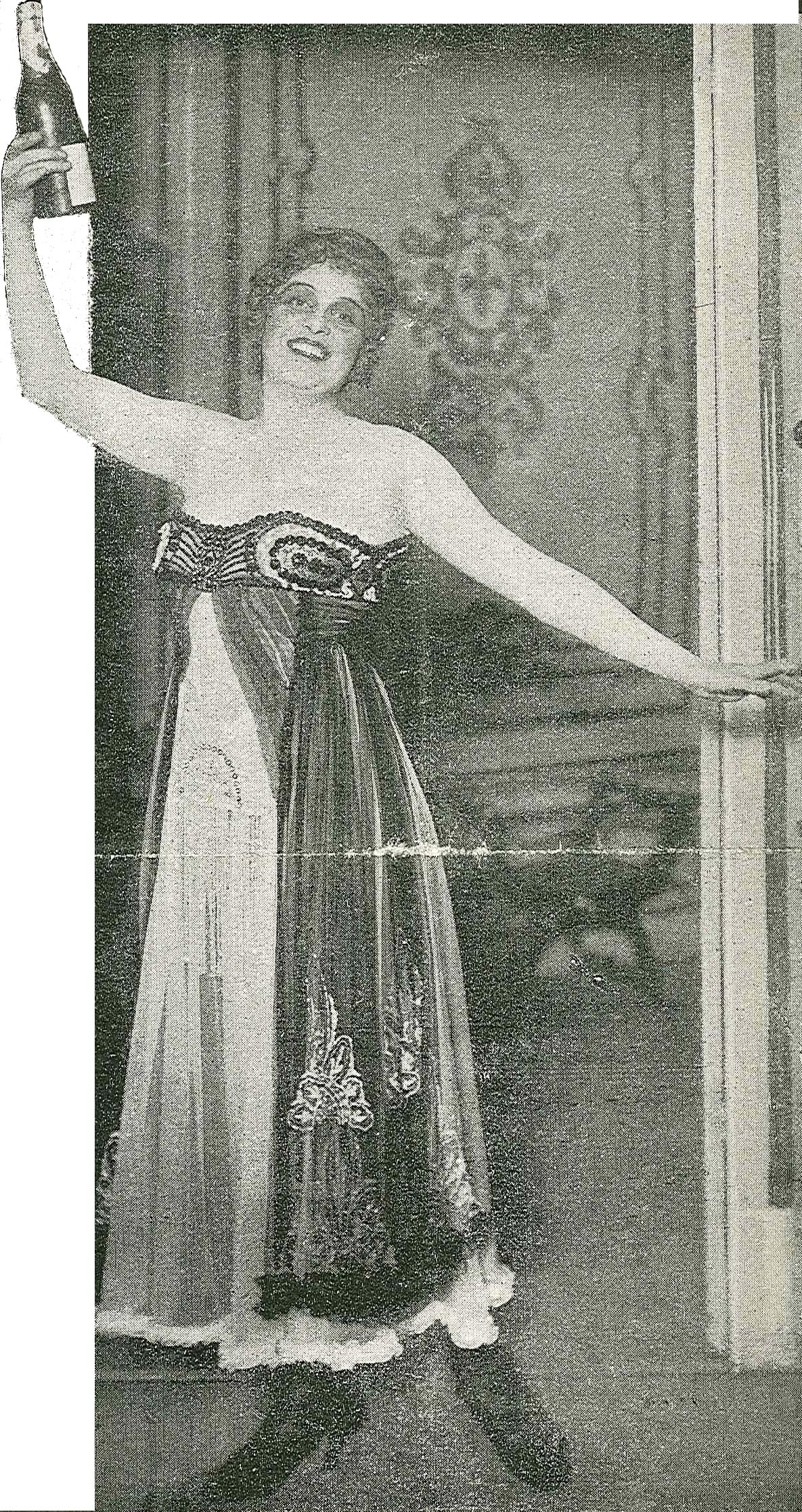
Sickan Castegren i Ack, Elvira på Södra teatern.

| År   | Roll                        | Produktion                                                                                         | Regi             | Teater                      |
| ---- | --------------------------- | -------------------------------------------------------------------------------------------------- | ---------------- | --------------------------- |
| 1911 | Käthie                      | Gamla Heidelberg (Alt-Heidelberg) Wilhelm Meyer-Förster                                            |                  | Svenska teatern, Stockholm  |
| 1911 | Dora Miller                 | Den starkaste (The Woman in the Case) Clyde Fitch                                                  | Gunnar Klintberg | Svenska teatern, Stockholm  |
| 1912 | Charlotte                   | De fem frankfurtarna (Die fünf Frankfurter) Carl Rössler                                           |                  | Svenska teatern, Stockholm  |
| 1912 | Verja                       | 4711 Algot Sandberg                                                                                | Knut Nyblom      | Vasateatern                 |
| 1914 | Fränze                      | Storstadsbaciller (Wenn der Frühling kommt!) Jean Gilbert                                          | Carl Barcklind   | Vasateatern                 |
| 1915 | Viviane                     | Pariserluft Martin Knopf                                                                           |                  | Vasateatern                 |
| 1915 | Stephanie                   | Två man om en änka (Der Regimentspapa) Victor Hollaender, Heinrich Storbitzer och Richard Kessler  | Carl Barcklind   | Vasateatern                 |
| 1915 | Mrs Pipkin                  | Var är Johnny (The Adventures of Mr Pipkin) Nathaniel Jones, Maurice Bernardt och Joseph Corin     | Carl Barcklind   | Oscarsteatern               |
| 1915 |                             | Greven av Luxemburg (Der Graf von Luxemburg) Franz Lehár, Alfred Maria Willner och Robert Bodansky |                  | Oscarsteatern               |
| 1919 |                             | Man kan aldrig veta (You Never Can Tell) George Bernard Shaw                                       |                  | Djurgårdsteatern            |
| 1919 |                             | Fästmanssoffan Georg Nordensvan                                                                    | Albert Ståhl     | Djurgårdsteatern            |
| 1922 |                             | Baldevins bröllop (Baldevins bryllup) Vilhelm Krag                                                 | Leopold Edin     | Lilla Folkteatern           |
| 1922 |                             | På livets solsida (Auf der Sonnenseite) Oscar Blumenthal och Gustav Kadelburg                      |                  | Lilla Folkteatern           |
| 1923 | Agusta, tjänar i bättre hus | Stiliga Agusta Gustaf af Geijerstam                                                                | Leopold Edin     | Lilla Folkteatern           |
| 1923 | Jenny                       | 33,333 Algot Sandberg                                                                              | Leopold Edin     | Lilla Folkteatern           |
| 1923 | Inger                       | Miljonär för en dag Fredrik Lindholm                                                               | Leopold Edin     | Lilla Folkteatern           |
| 1923 | Betty Gröndahl              | Kusin Teodor (Die Goldgrube) Carl Laufs och Wilhelm Jacoby                                         | John Norrman     | Lilla Folkteatern           |
| 1923 |                             | Blidökungen George Sylwan                                                                          | John Norrman     | Lilla Folkteatern           |
| 1927 |                             | Som i ungdomens vår (Wie einst in Mai) Walter Kollo och Willy Bredschneider                        | Arvid Petersén   | Södra Teatern               |
| 1928 |                             | Österlunds Hanna Frans Hedberg                                                                     | Hjalmar Peters   | Tantolundens friluftsteater |
| 1943 | Mrs Grey                    | Den okuvliga Mr Bunting (Mr Bunting & Mr Bunting Goes To War) Robert Greenwood                     | Martha Lundholm  | Vasateatern                 |